# Rolling Stone
Rolling Stone é uma revista mensal sediada nos Estados Unidos dedicada à música, política, e cultura popular.

## História

### Início em São Francisco
A Rolling Stone foi fundada em 1967, na cidade de São Francisco, Califórnia, por Jann Wenner (editor e publicador) e pelo crítico musical Ralph J. Gleason. Para fazer a revista sair do chão, Wenner pediu emprestado US$7.500,00 de seus parentes e da família de Jane Wenner, sua noiva na ocasião.
A Rolling Stone, a princípio, foi uma revista dedicada à contracultura hippie da década. Contudo, a revista foi se distanciando dos jornais underground da época, como o Berkeley Barb, adotando padrões jornalísticos mais tradicionais e evitando as políticas radicais do jornalismo underground. Na primeira edição, Wenner escreveu que o Rolling Stone "não é só sobre música, mas sobre as coisas e atitudes que a música envolve." Isto se tornou o de facto motto da revista.
Nos anos de 1970, Rolling Stone começou a fazer sua marca pela sua cobertura política, como o jornalismo gonzo de Hunter S. Thompson escrevendo para a seção de política da revista.
A revista era tão popular durante este tempo que foi feito um single, interpretado por Dr. Hook & the Medicine Show, chamado "Cover of the Rolling Stone" ("Capa da Rolling Stone"---escrito por Shel Silverstein) que tornou-se um sucesso. Dr Hook, eventualmente, teve o seu sonho realizado e acabou saindo na capa da revista Rolling Stone.

### Atual
Na década de 1980 a revista mudou-se para a cidade de Nova Iorque, para ficar mais próxima das agências de propaganda, e muitos dizem que sua mudança de cultura começou neste ponto. No início da década de 2000, encarando uma competição maior de revistas masculinas como FHM, a Rolling Stone reinventou-se contratando o ex-editor da FHM, Ed Needham. A revista começou a focalizar numa faixa etária menor, e oferecendo conteúdo mais orientado para cada sexo, o que levou frequentemente a focalizar em sexy jovens atores de filmes ou televisão e também de música pop. Na ocasião alguns leitores fiéis protestaram contra a revista, dizendo que tinha caído de sua qualidade musical e observadora da contracultura para um tabloide superficial, com mais ênfases no estilo do que na substância. Desde então, Rolling Stone retornou a sua mistura tradicional de conteúdo, incluindo entrevistas políticas a fundo, e tem visto suas publicações (atualmente 1.4 milhões) e lucros subindo. Em 2007 o lucro da revista subiu 23,3 porcento.
Em 2007 a revista ganhou o National Magazine Award por excelência em geral.
Indo em direção a edição da revista de título "50th Anniversary of Rock" (50º aniversário do Rock), em 2004, Rolling Stone começou a publicar uma série de listas de "melhores de todos os tempos" para reconhecer realizações históricas no campo de Música. Os 100 melhores guitarristas de todos os tempos e os 500 melhores álbuns de todos os tempos apareceram em 2003, seguidos pelos 50 momentos que mudaram a história do Rock & Roll e "500 melhores canções de todos os tempos" em 2004. A revista também publicou: "Os imortais da Rolling Stone" e a lista de "100 melhores artistas do nosso tempo".
Em 2006 a Rolling Stone publicou a sua 1000ª tiragem. A capa da revista, que foi influenciada pela capa do disco dos Beatles, Sgt. Pepper's Lonely Heart Club Band, mostrava alguns dos mais influenciais celebridades sobre as quais a Revista já havia escrito matérias.
Os 100 maiores discos da música brasileira
100 mejores discos del rock nacional argentino
150 Album Indonesia Terbaik
100 Greatest Japanese Rock Albums
Los 50 mejores discos chilenos
100 disques essentiels du rock français
Los 50 mejores discos del rock español
Die 50 besten deutschen Alben

## Edições internacionais

### Alemanha
Publicado na Alemanha desde 1994 pela AS Young Mediahouse.

### Argentina
Rolling Stone é publicada pela Publirevistas S.A. desde Abril de 1998.

### Austrália
Um suplemento do Rolling Stone começou em 1969 na revista Go-Set. Se tornou título em 1972 e agora é publicada pela Next Media Pty Ltd, Sydney.

### Brasil
Rolling Stone Brasil publicada no Brasil desde Outubro de 2006 pela Spring Comunicações.

### Chile
Rolling Stone foi publicada por Edu Comunicaciones desde Maio de 2003. Atualmente é publicada por El Mercurio, desde Janeiro de 1153

### China
Rolling Stone mantém uma licença na China a One Media Group de Hong Kong e publica em sociedade com a "China Record Corporation". A revista e em chinês com artigos traduzidos e também com conteúdos locais. Esta cooperação foi lançada em março de 2006 como "Rolling Stone" em língua inglesa sob o nome em chinês: "音像世界" ("Mundo Audio Visual").

### Colômbia
Editada em Bogotá para a Colômbia, Peru, Panamá e Venezuela.

### Espanha
Rolling Stone é publicado pela PROGRESA em Madrid, desde 1996

### Estados Unidos
Lançou em 1967 pela Wenner Publishing.

### França
Lançou em 2002. Esta edição temporariamente parou em 2007 e foi relançada em maio de 2008 sob uma licença com "1633SA publishing group."

### Índia
Lançou em fevereiro de 2008 pela MW Com, editor da revista Man World

### Indonésia
Publicado na Indonésia desde junho de 2005 pela JHP Media.

### Itália
Publicado na Itália desde novembro de 2003, primeiro por IXO Publishing e agora por Editrice Quadratum. Como na China, a versão italiana do Rolling Stone tem conteúdo local e artigos traduzidos.

### Japão
Lançou em março de 2007. Como outras edições, ela consiste de material traduzido da edição americana assim como cobertura da música japonesa.

### México
Rolling Stone Mexico é publicado pela Prisa Internacional desde 2002.

### Turquia
Publicado na Turquia desde junho de 2006 por GD Gazete Dergi.

### Rússia
Rolling Stone é publicado pela Izdatelskiy Dom SPN desde 2004.